# Trockene Mittelbreiten

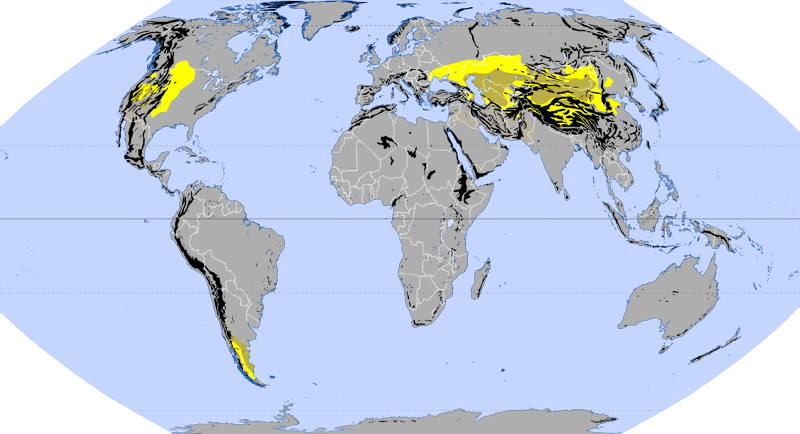
Trockene Mittelbreiten:
Grassteppen
Wüsten und Halbwüsten

Die Zone der Trockenen Mittelbreiten ist eine der neun weltumspannenden Ökozonen nach J. Schultz. Sie nimmt heute etwa 11,1 % der irdischen Landoberfläche ein. Anfang des 21. Jahrhunderts sind davon noch etwa 40 % in einem weitgehend naturnahen Zustand.
Sie nimmt die Gebiete in der kühlgemäßigten Klimazone ein, die ein arides Klima aufweisen. Nach der vorherrschenden Vegetation kann sie weiterhin in die Landschaftstypen Grassteppe, Strauchsteppe, Trockensteppe, Winterkalte Halbwüste und -Wüste untergliedert werden.
Die Grenzen der Trockenen Mittelbreiten sind in der Realität fließend, so dass eine exakte Ausdehnung – wie auf der Karte gezeichnet – faktisch nicht festgelegt werden kann. Diese Tatsache wird verständlich, wenn man vergleichbare geozonale Modelle heranzieht, die z. T. deutliche Abweichungen aufweisen. Man betrachte dazu beispielsweise das vergleichbare Zonobiom VII der winterkalten Trockengebiete auf der Karte der Zonobiome nach Walter und Breckle oder die FAO Ecozones. Die Trockenen Mittelbreiten kennzeichnen vier unterschiedlich ausgeprägte Jahreszeiten: ein heißer und trockener Sommer, ein kalter Winter, ein kurzer Frühling mit raschem Temperaturanstieg und Niederschlagsmaximum sowie ein kurzer Herbst mit schnellem Temperaturabfall.